# Euplexia augens
Euplexia augens là một loài bướm đêm trong họ Noctuidae.